# مسجد الفسح
مسجد الفسح أو مسجد الفسيح أو مسجد أحد، أحد المساجد النبوية التي صلى بها النبي محمد يقع في المدينة المنورة. وجنب بيت سكلها في الشهداء شيء شيء زي اللوز و يبعد الحرم النبوي عن مسجد الفسح حوالي 4.5 كيلومتر.

## معلومات اثرائية
مسجد الفَسْح أو مسجد الفَسِيح أو مسجد أُحد بالمدينة المنورة الذي يقع في طرف الشِّعْب المؤدي إلى المِهْراس والمعروف بشِعْب الجرار أو شِعْب هارون جنوبي الغار الذي يبعد عنه (200م) مئتي متر تقريباً، ولم يبق إلا جزء بسيط منه. أطلق عليه المؤرخون (مسجد الفسح). وهو على شكل مستطيل يقدر طوله بـ 6أمتار وعرضه 4 أمتار وارتفاعه متران وسمك جداره متر واحد، وقد استخدم في بنائه الحجر والجـــــص وقد مرّ به عدة ترميمات. وتذكر كتب السير أن النبي صلى الله عليه وسلم صلى في المسجد الذي بأحد في شعب الجرار لازقاً بالجبل، بعد انقضاء القتال يوم أحد.

## موقعه
يقع المسجد في الجهة الشمالية من المسجد الكبير الذي بجانب مقبرة الشهداء، وهو مسجد صغير لاصق بجبل أحد على يمين الذاهب إلى الشعب الذي فيه المهراس تحت الغار الذي يظن بعض الناس أن النبي دخل فيه.
ذكر المطري (المتوفي 741هـ) محدداً موقع هذا المسجد: وفي جهة القبلة من هذا المسجد موضع منقور في الجبل على قدر رأس الإنسان، يقال: إن النبي صلى الله عليه وسلم جلس على الصخرة التي تحتها وكذلك شمالي المسجد غار في الجبل، يقول عوام الناس: إن النبي صلى الله عليه وسلم دخله، ولا يصح ذلك، وكل هذا لم يرد به نقل يعتمد عليه، وفي القرن الحادي عشر كرر أحمد العباسي كلام المطري وروى عن عبد المطلب بن عبد الله أن النبي لم يدخل الغار الذي في الجبل.

## صلاة النبي في موضع المسجد
تفيد الروايات أن النبي صلى في موضع هذا المسجد كما روى ابن شبة عن رافع بن خديج أن النبي صلى في المسجد الصغير الذي بأحد في شعب الجرار على يمينك لازقاً بالجبل، وقد أفاد المطري والسمهودي وعبد القادر الحنبلي وأحمد العباسي وغيرهم أن النبي صلى الظهر والعصر في موضع هذا المسجد بعد انقضاء القتال يوم أحد، وروى ابن هشام عن عمر مولى غفرة:"أن النبيﷺ صلى الظهر يوم أحد قاعداً من الجراح التي أصابته وصلى المسلمون خلفه قعوداً".

## مسجد الفسح عبر التاريخ
- أورده ابن شبه (المتوفي 262 هـ) ضمن المساجد التي صلى فيها محمد، ويستفاد من ذلك أن مسجد الفسح كان موجوداً في عصر ابن شبه. فالظاهر أن هذا المسجد المبني في عصر مبكر وفي الموقع النائي عن بنيان المدينة لم يبن من فراغ وبدون نسبة إلى النبي صلى الله عليه وسلم، ولعل عمر بن عبد العزيز بنى هذا المسجد أثناء ولايته على المدينة المنورة، وقد حظي هذا المسجد باهتمام المؤرخين الذين كتبوا عن المساجد الأثرية حيث قال:
- المطري (المتوفي 741 هـ): "وتحت جبل أحد من جهة القبلة لاصقاً بالجبل مسجد صغير قد تهدم بناؤه، يقال: إن النبي ﷺ صلى فيه الظهر والعصر بعد انقضاء القتال".
- وقال صاحب كتاب المناسك: "والمسجد الصغير الذي يأخذ في شعب الجرارين عن يمينك لاصق بالجبل، روى رافع بن خديج أن النبي ﷺ صلى فيه".
- وتحدث عنه الفيروزآبادي (المتوفي 817 هـ) قائلاً: «ومنها مسجد أحد، وهو مسجد صغير تحت جبل أحد من جهة القبلة لاصقاً بالجبل وقد تهدم بناؤه».
- وفي نهاية القرن التاسع الهجري قال السمهودي: "ومنها المسجد اللاصق بجبل أحد على يمينك وأنت ذاهب إلى الشعب الذي فيه المهراس، وهو صغير قد تهدم بناؤه، وهو مشهور بذلك اليوم. ويزعمون أن قوله تعالى: اية:﴿اذا قيل لكم تفسحوا في المجالس فافسحوا يفسح الله لكم﴾ الآية. نزلت فيه ولم أقف على أصل لذلك".
- وقال محمد كبريت الحسيني (المتوفي 1070 هـ):«ومسجد الفسح لاصق بأحد علي يمين الذاهب في الشعب للمهراس».
- وقال عبد القادر الحنبلي (المتوفي في القرن العاشر الهجري): «وتحت جبل أحد من جهة القبلة لاصقاً بالجبل مسجد صغير قد تهدم بناؤه».

ويقال: إن النبي صلى الله عليه وسلم صلى فيه الظهر والعصر يوم أحد بعد انقضاء القتال.
- وقال أحمد العباسي المتوفي في القرن الحادي عشر الهجري: «مسجد أحد وهو مسجد صغير تحت جبل أحد من جهة القبلة لاصقاً بالجبل وقد تهدم بناؤه، يقال: إن النبي صلى الله عليه وسلم صلى فيه الظهر والعصر يوم أحد بعد انقضاء القتال».
- وفي بداية القرن الرابع عشر الهجري قال علي بن موسى الأفندي: «ومن شامي قبة الثنايا عند ذيل الجبل مسجد غير مسقوف ويعرف بمحل نزول الآية الشريفة».
- وقال إبراهيم رفعت باشا بعد زيارته للمدينة سنة 1318 هـ: «ويلاصق الجبل مسجد الفسح يزعمون أن في مكانه نزلت الآية...».
- وقال الخياري (المتوفي 1380 هـ): «هذا المسجد لاصق بجبل أحد العظيم على يمين الذاهب في الشعب إلى المهاريس وهو مسجد صغير ويسمى مسجد الفسح، وهو معروف وبناؤه الحالي عثماني وهو مرتفع على طرف الجبل وغير مسقوف وهو مربع الشكل وتجصيصه قديم».

نستخلص مما سبق من كلام المؤرخين ما يلي:- 
- أن مسجد الفسح صغير وعرضه ثمانية عشر ذراعاً.
- أن مسجد الفسح ملصق بجبل أحد؟
- يقع هذا المسجد على يمين الذاهب إلى الشعب الذي فيه المهراس.
- يوجد في الجهة القبلية من هذا المسجد موضع منقور في الجبل على قدر رأس الإنسان.
- يوجد في الجهة الشمالية من هذا المسجد غار في الجبل.[3]

## وصلات خارجية
- المنورة: «مسجد الفسح» أثر «نبوي» يعاني التهميش... ويقاوم للبقاء. نسخة محفوظة 13 أكتوبر 2019 على موقع واي باك مشين.